# Parafia Narodzenia Najświętszej Maryi Panny w Sochaczewie
Parafia Narodzenia Najświętszej Maryi Panny w Sochaczewie-Trojanowie – parafia rzymskokatolicka znajdująca się w dekanacie Sochaczew – św. Wawrzyńca w diecezji łowickiej.
Parafia została założona w XVIII wieku. Około 1772 roku z fundacji Adama Lasockiego, kasztelana sochaczewskiego, wzniesiono kościół - murowany z cegły, jednonawowy. W 1915 roku podczas I Wojny Światowej uległ częściowemu zniszczeniu (w szczególności zniszczona została część prezbiterium). Został odbudowany w latach 1916–1919. Rozbudowa świątyni nastąpiła w latach 1989–1994 według projektu arch. Mieczysława Gliszczyńskiego, gdy proboszczem był ks. Antoni Jaszczołt. W części starego kościoła znajdują się trzy ołtarze: Matki Bożej Bolesnej, Matki Bożej Częstochowskiej i Pana Jezusa Miłosiernego. W nowym kościele w ołtarzu głównym znajduje się mozaika autorstwa Żanety Szydłowskiej z Mińska Białoruskiego, ukazująca św. Annę z maleńką Maryją na rękach i anioła, obok prezbiterium znajduje się również mozaika przedstawiająca papieża Jana Pawła II oraz kardynała Stefana Wyszyńskiego.
Odpust parafialny przypada 8 września w Święto Narodzenia NMP.
Przy parafii swoją działalność prowadzą: Liturgiczna Służba Ołtarza, Oaza Młodzieżowa, Schola dziecięca, Chór parafialny, Koła Żywego Różańca.